# Slaget om Shanggao
Slaget om Shanggao (traditionel kinesisk: 上高會戰; forenklet kinesisk: 上高会战; pinyin: Shànggāo Huìzhàn), var en af de 22 større sammenstød mellem Den nationale revolutionshær og Kejserlige japanske hær under den 2. kinesisk-japanske krig. Slaget endte med en kinesisk sejr.